# 10996 Armandspitz
10996 Armandspitz (tên chỉ định: 1978 NX7) là một tiểu hành tinh nằm ở rìa ngoài của vành đai chính. Nó được phát hiện bởi Schelte J. Bus ở Đài thiên văn Palomar ở Quận San Diego, California, ngày 7 tháng 7 năm 1978. Nó được đặt theo tên Armand Spitz, an American planetarium designer.